# Hammersmith (1874)
Hammersmith è una stazione della metropolitana di Londra, servita dalle linee District e Piccadilly.

## Storia

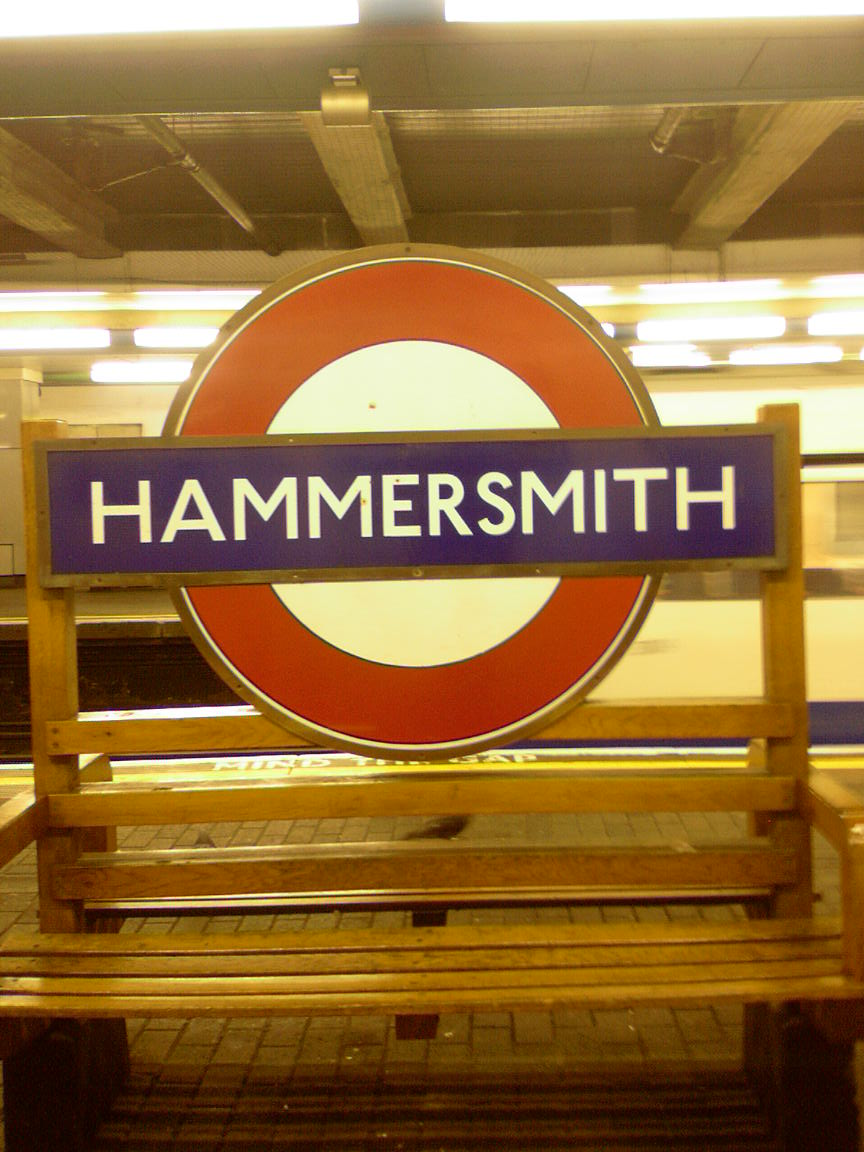
Segnaletica alla stazione di Hammersmith (Piccadilly e District Line).

La stazione venne inaugurata il 9 settembre 1874 dalla Metropolitan District Railway (oggi linea District) come il capolinea occidentale di un'estensione che partiva da Earl's Court. Hammersmith finì di fare il suo ruolo da capolinea quando si estese la linea District nel 1877 fino alla stazione successiva, Ravenscourt Park.
Il 21 dicembre 1908 si estese la Great Northern, Piccadilly and Brompton Railway (oggi linea Piccadilly), che scelse Hammersmith come suo capolinea occidentale.
Il prolungamento della linea Piccadilly avuto luogo nel 1932 richiese la ristrutturazione della stazione per aumentare il numero di piattaforme a quattro. Gran parte della stazione fu costruita da Harry W. Ford, aiutato da Charles Holden che progettò un'entrata secondaria a Queen Caroline Street.

### Il deragliamento del 2003
Il tunnel presente accanto alla banchina della linea District fu teatro di un deragliamento, dove le ruote del secondo vagone uscirono dai binari. Non ci furono feriti, ma ci furono dei danni ingenti alle rotaie e un grosso rumore che svegliò i residenti, che riposavano nell'area.
Un'investigazione condotta da Metronet, dalla London Underground e ASLEF (Associated Society of Locomotive Engineers and Firemen) determinò che il deragliamento è stato causato da una rotaia spezzata.

## Interscambi
Una stazione omonima si trova a 60 metri di distanza, permettendo l'intercambio con la linea Circle e la linea Hammersmith & City.
Nei pressi della stazione, inoltre, si trova l'Autostazione di Hammersmith, gestita da Transport for London, ove effettuano fermata numerose linee automobilistiche urbane (gestite da London Buses), nonché alcune linee extraurbane a lunga percorrenza effettuate da compagnie private.
- (Hammersmith - linee Circle e Hammersmith & City);
- Fermata autobus